# Jesús Muñoz y Sánchez

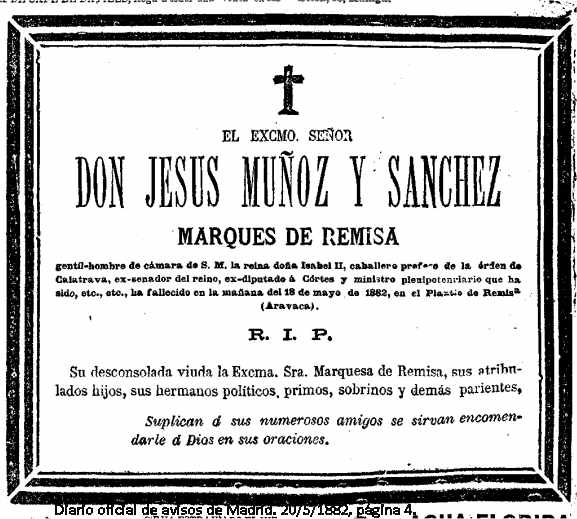
Esquela del marqués. 1882.

Jesús Muñoz y Sánchez (Tarancón, 15 de octubre de 1820-Aravaca, 18 de mayo de 1882), marqués consorte de Remisa, fue un aristócrata, empresario y político español.

## Biografía
Era el cuarto hijo de Juan Antonio Muñoz y Funes, i conde de Retamoso, y de su esposa, Eusebia Sánchez y Ortega. Tras el matrimonio de su hermano mayor, Fernando, con la reina viuda María Cristina de Borbón-Dos Sicilias, su familia empezó a acumular cargos, títulos y negocios, siendo conocidos en la época como el Clan de Tarancón.
Por lo que respecta a Jesús, este casó con la primogénita del Marqués de Remisa, María de los Dolores Remisa y Rafo, en 1847. Tras el fallecimiento del marqués a finales de ese año, la herencia se repartió entre las dos hijas de este, quedándose Dolores con el título y gran parte de la fortuna, lo que les permitió disfrutar y ampliar el patrimonio de Remisa. En concreto, Muñoz dedicó muchos de sus esfuerzos a ampliar el «El Plantío de Remisa» que fundó su suegro, llegando a tener un apeadero propio, origen de la actual Estación de Majadahonda. En esta tarea fue asistido por Segismundo Moret, marido de Concepción Remisa, hermana de su esposa y copropietaria de la finca.
Al mismo tiempo, concurrió a las elecciones generales de España de 1846, resultando electo por los distritos de Tarancón (Cuenca) y Pastrana (Guadalajara), decantándose finalmente por este último y dejando el primero a su hermano José Antonio. Fue reelegido diputado, esta vez por Huete (Cuenca), en las elecciones de 1850 y 1851. Volvió a presentarse por Tarancón en 1853, aunque dejó el acta a finales de año. Finalmente, volvió a ser diputado por Tarancón entre junio de 1857 y mayo de 1858. En julio de 1858 fue nombrado Senador del Reino por la reina Isabel II, ejerciendo como tal hasta la Revolución de 1868.
Asimismo, ejerció como diplomático, siendo embajador ante los estados de Fráncfort, Hesse, Hesse-Kassel y Nassau, partes de la Confederación Germánica, entre 1866 y 1867. Tras la disolución de esta, en enero de 1867 fue nombrado embajador ante la Confederación Suiza, cargo que desempeñó hasta agosto del mismo año.
Falleció en el mencionado Plantío de Remisa, en la mañana del 18 de mayo de 1882, a la edad de 61 años. Poco después, su viuda vendió la propiedad —que por aquel entonces abarcaba parte de los municipios de Pozuelo de Alarcón, Aravaca y Majadahonda—.

## Matrimonio
Casó en 1847 con María de los Dolores Remisa y Rafó (1823-1915/1916), hija de Gaspar Remisa. De este matrimonio nacieron cinco hijos:
- María Cristina Muñoz y Remisa (nacida en 1850).[8]
- Jesús Eusebio Muñoz y Remisa (n. antes de 1859).
- Teresa de Jesús Muñoz y Remisa (n. antes de 1859).
- Juan Gualberto Muñoz y Remisa (n. antes de 1859).
- Francisca Muñoz y Remisa (n. 1863).[8]

Sin fecha de defunción ni información sobre la vida de estos más allá de la década de 1890, probablemente ninguno sobrevivió a su madre.